# Metamorfismo dei cristalli di ghiaccio
In glaciologia, il metamorfismo dei cristalli di ghiaccio è quel processo per cui un cristallo di ghiaccio depositato al suolo incorre, nel tempo, in una modificazione della sua struttura complessiva e dei parametri fisici connessi, in termini di peso, resistenza meccanica, adesione in funzione di modifiche dello stato di conservazione nell'ambiente. 

## Descrizione
In presenza di particolari fattori o condizioni ambientali e meteorologiche, quali variazioni significative della temperatura dell'aria, dell'umidità atmosferica, del vento, del peso di altri strati di neve soprastanti, il cristallo può modificare la sua struttura, ovvero: 
- accrescere di dimensioni per deposito diretto di vapore acqueo atmosferico (il ghiaccio ha infatti una tensione di vapore inferiore a quella dell'acqua liquida) mantenendo la tipica struttura di base a geometria frattale e simmetria esagonale. Questo, in genere, avviene nello strato superficiale ovvero nell'interfaccia neve-atmosfera come nel caso della neve brinata.
- perdere le punte o spezzarsi per sbalzi termici reiterati fino al limite della fusione parziale, per parziale sublimazione del ghiaccio o per il peso di strati di neve soprastanti. Questo processo porta, di solito, alla progressiva autocompattazione del manto nevoso al suolo, con espulsione dell'aria negli interstizi e aumentando di densità. Tale meccanismo, inoltre, è alla base della trasformazione della neve in ghiaccio, e quindi nella formazione dei ghiacciai (firnificazione) al di sopra del limite delle nevi perenni.

Una modifica dei parametri fisici del cristallo, quale peso e adesione, influisce invece sulla tenuta del manto nevoso, cioè sulla forza di coesione ed è quindi importante nel monitoraggio in loco e nella valutazione del rischio di  valanghe.